# Serhij Beżenar
Serhij Mykołajowycz Beżenar, ukr. Сергій Миколайович Беженар, ros. Сергей Николаевич Беженар, Siergiej Nikołajewicz Bieżienar (ur. 9 sierpnia 1970 w Nikopolu, w obwodzie dniepropetrowskim, Ukraińska SRR) – ukraiński piłkarz, grający na pozycji ostatniego obrońcy, reprezentant Ukrainy, trener piłkarski.

## Kariera piłkarska

### Kariera klubowa
Wychowanek szkółki piłkarskiej Kołos Nikopol. W 1986 rozpoczął karierę piłkarską w Krywbasie Krzywy Róg, skąd w następnym sezonie przeszedł do Dnipra Dniepropietrowsk. W 1989 został piłkarzem Dynama Kijów, ale nie rozegrał żadnego meczu i powrócił do Dnipra. W 1995 ponownie został zaproszony do Dynama, ale tym razem już jako podstawowy piłkarz. W 1998 był wypożyczony wiosną do Worskły Połtawa, a jesienią do CSKA Kijów. Później przeniósł się do Turcji, gdzie 22 czerwca 1999 podpisał kontrakt z Erzurumspor. Po zakończeniu kontraktu latem 2001 do końca roku występował w Czernomorcu Noworosyjsk, a potem powrócił do Ukrainy, gdzie bronił barw Tawrii Symferopol. Po zakończeniu kontraktu latem 2003 przyjął propozycję trenera Ołeksandra Iszczenki pograć do końca roku w kazachskim FK Aktobe. Latem 2004 został zaproszony do drugoligowego klubu Fakeł Iwano-Frankowsk, w którym zakończył karierę piłkarską.

### Kariera reprezentacyjna
29 kwietnia 1992 zadebiutował w reprezentacji Ukrainy w spotkaniu towarzyskim z Węgrami przegranym 1:3. Ogółem rozegrał 23 spotkania i strzelił 1 gola.

## Kariera trenerska
Po zakończeniu kariery zawodniczej rozpoczął pracę trenerską. W latach 2006–2008 pracował w sztabie szkoleniowym klubu Feniks-Illiczowec Kalinine.

## Sukcesy i odznaczenia

### Sukcesy klubowe
- mistrz ZSRR: 1988
- zdobywca Pucharu ZSRR: 1989
- mistrz Ukrainy: 1995, 1996, 1997, 1998
- zdobywca Pucharu Ukrainy: 1996, 1998

### Sukcesy reprezentacyjne
- mistrz Świata U-16: 1987 (w Kanadzie)
- mistrz Europy U-21: 1990

### Odznaczenia
- tytuł Mistrza Sportu ZSRR: 1987
- tytuł Mistrza Sportu Klasy Międzynarodowej: 1990